# Michel Gill
Michel Gill (Nueva York, 16 de abril de 1960), también conocido como Michael Gill, es un actor estadounidense conocido por interpretar al presidente Garret Walker en la serie de Netflix, House of Cards.

## Primeros años
Gill nació en Nueva York, Nueva York en el seno de una familia judía. Estudió en Aiglon College, un internado en Suiza. Después de Aglon, pasó por la Universidad Tufts antes de transferirse y graduarse de la Escuela Juilliard en 1985 (Grupo 14).

## Filmografía

### Televisión
| Año       | Título             | Rol                       | Notas                                              |
| --------- | ------------------ | ------------------------- | -------------------------------------------------- |
| 2013      | The Good Wife      | Frederick Plunkett        | Episodio: "Je Ne Sais What?"                       |
| 2013–2014 | House of Cards     | Presidente Garrett Walker | Nominado – Premios del Sindicato de Actores (2014) |
| 2014      | Person of Interest | Rene Lapointe             | Episodio: "Allegiance"                             |
| 2015      | Forever            | Dmitry Malakoff           | Episodio: Best Foot Forward                        |
| 2015-2016 | Mr. Robot          | Gideon Goddard            | 11 episodios                                       |

### Cine
- Afflicted (2013)